# Ostedes sikkimensis
Ostedes sikkimensis là một loài bọ cánh cứng trong họ Cerambycidae.